# Rywalizacja drużynowa w łyżwiarstwie figurowym
Rywalizacja drużynowa jest odrębną konkurencją w łyżwiarstwie figurowym, w ramach której reprezentanci wszystkich konkurencji łyżwiarskich (po jednym lub dwojgu - zależnie od zawodów - przedstawicieli jazdy indywidualnej kobiet i mężczyzn oraz po jednej parze sportowej i tanecznej) tworzą drużyny. Zdobyte przez nich w programach krótkich i dowolnych punkty są sumowane. Zwycięża drużyna, która zdobędzie najwięcej punktów. 
Ideą stojącą za utworzeniem tej konkurencji było zachęcenie krajowych związków łyżwiarskich do inwestowania i równoczesnego rozwijania wszystkich kategorii łyżwiarstwa figurowego.

## Zawody drużynowe
Począwszy od sezonu 2008/2009, co dwa lata, na zakończenie sezonu odbywają się Drużynowe Mistrzostwa Świata w łyżwiarstwie figurowym. Wyjątkiem był sezon 2010/2011, kiedy to zawody nie odbyły się w związku z trzęsieniem Ziemi w Japonii, i zostały przesunięte na kolejny rok.
W roku 2012 rywalizacja drużynowa była jedną z konkurencji na Zimowych Igrzyskach Olimpijskich Młodzieży, a w 2014 również na Zimowych Igrzyskach Olimpijskich.